# جزيرة ياس

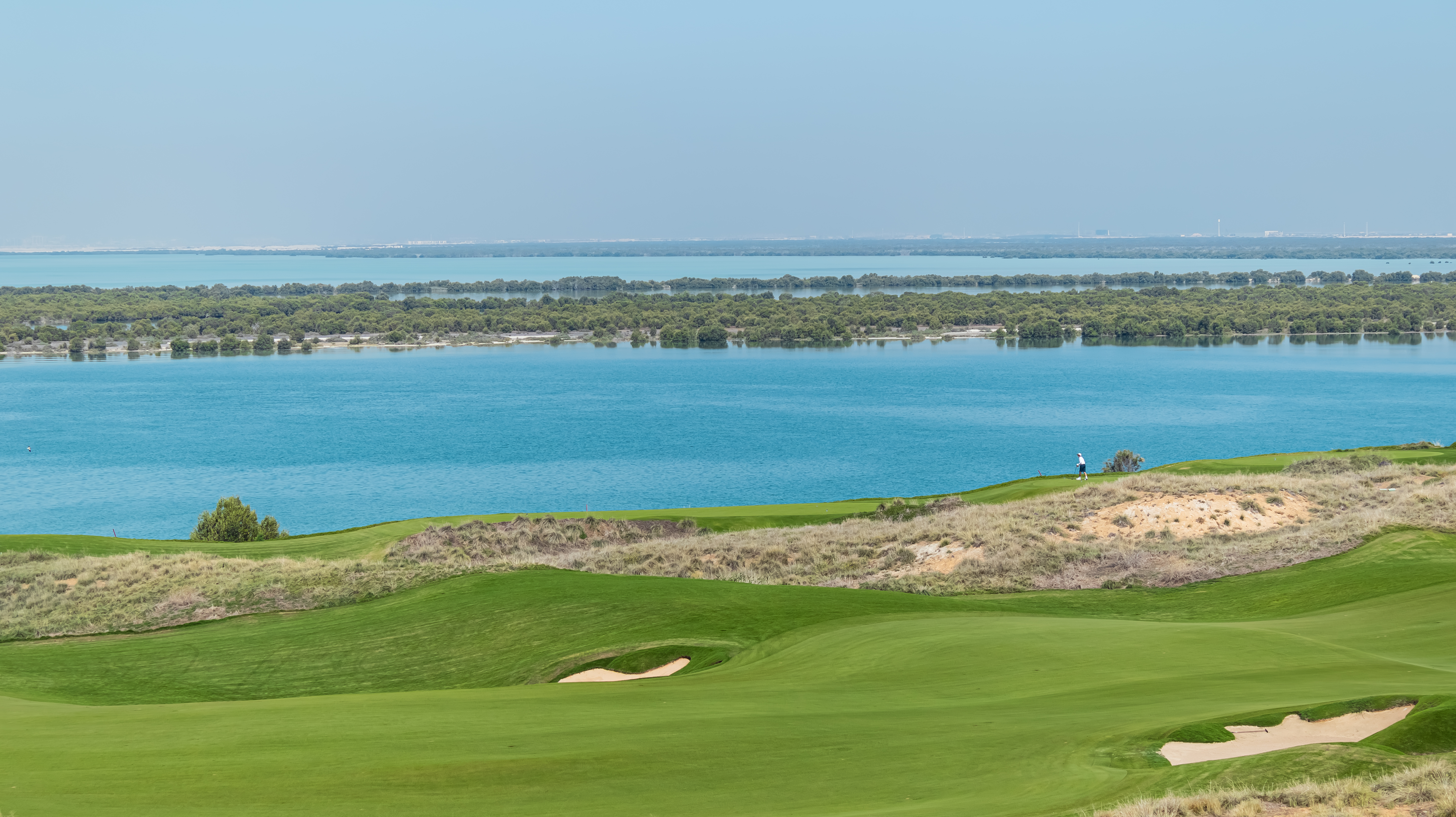
ملعب الجولف في جزيرة ياس

ياس هي جزيرة في إمارة أبوظبي بدولة الإمارات العربية المتحدة. تقع الجزيرة على بعد 20 كم من وسط مدينة أبوظبي، بالقرب من مطار أبوظبي الدولي. عملت شركة الدار العقارية على عدة مشاريع على الجزيرة بقيمة 137 مليار درهم (40 مليار دولار). من أبرزها حلبة فورميولا 1 و الذي تم انجازها عام 2009 و حديقة الملاهي فراري وورلد.

## المعالم السياحية والترفيهية
- حلبة مرسى ياس
- فندق دبليو أبوظبي: يُعدّ فندق دبليو أبوظبي الفندق الوحيد في العالم الذي يقع على قمة مضمار سباق الجائزة الكبرى للفورمولا 1[3] وقد فاز فندق دبليو جزيرة ياس أبوظبي بلقب «أفضل فندق عصري في الشرق الأوسط» ضمن جوائز السفر العالمية.[4]
- هيلتون أبوظبي جزيرة ياس:يقع هيلتون أبوظبي جزيرة ياس على واجهة ياس باي البحرية الممتدة على طول ثلاثة كيلومترات، ويضمّ الفندق 545 غرفةً [5] وقدحصد فندق هيلتون أبوظبي جزيرة ياس 12 جائزة بارزة، منها لقب «أفضل فندق في أبوظبي 2024» من جوائز بزنس ترافلر[4]
- مرسى ياس: يعتبر مرسى ياس من أفخم المراسي في أبوظبي، يقع المرسى في قلب جزيرة ياس بجوار حلبة سباقات الفورملا 1 ويضم 227 مرسى للقوارب واليخوت التي تتراوح أحجامها بين ثمانية أمتار ومئة وخمسون متر، كما يضم العديد من المطاعم والنوادي الرياضية والمرافق الترفيهية.[6]
- عالم فراري أبوظبي: هي أوَّل مدينة ترفيهية تحمل علامة "فيراري" على مستوى العالم، وتضمُّ ألعاباً ومرافق متنوعة ومنها فورمولا روسّا التي تُعدُّ الأفعوانية الأسرع في العالم[7]
- منتزه ياس ووتروورلد أبوظبي المائي:وهي أكبر حديقة مائية في ابوظبي، وتضم أكثر من40 لعبة مائية، وتتيح تجارب مميزة منها تجربة البحث عن اللؤلؤ[8]
- سي وورلد أبو ظبي: يمتد هذا المتنزه على مساحة 183 ألف متر مربع عبر خمسة طوابق. ويحتوي المتنزه على المعارض التفاعلية وعلى أكبر حوض مائي متعدد الأنواع في المنطقة، وهو مليء بالمئات من أنواع الحياة البحرية من أسماك القرش وأسماك شيطان البحر والسلاحف البحرية والزواحف والبرمائيات واللافقاريات وغيرها.[9]
- وارنر براذرز أبوظبي
- ملعب ياس لينكس أبوظبي للجولف: يقع المضمار على الشواطئ الغربية لجزيرة ياس وهو من تصميم كايل فيليبس. يضم ملعباً مؤهلا لإستضافة بطولات عالمية بمعدل 72 ضربة على مسافة 7450 ياردة، وقد اختارته مجلة غولف الأمريكية العالية التأثير من بين أفضل عشرة ملاعب عالمية جديدة للغولف. كما يحوي المضمار أكاديمية للغولف مع ملعب خاص بها.[10] ويعد الأول من نوعه في الشرق الأوسط. تطل جميع الحفر فيه على شاطئ الخليج العربي وتحيط به أشجار المانغروف[11] وقد اختير ياس لينكس أبوظبي كأفضل نادي جولف في الشرق الأوسط خلال حفل توزيع جوائز الجولف العالمية 2024، [4]
- شاطئ ياس باي يعد من أحدث الواجهات البحرية في أبوظبي وأرقاها
- ياس مول
- كلايم أبوظبي:هو مركز مغامرات في جزيرة ياس،ويحتضن أطول غرفة طيران داخلية للقفز المظلي في العالم وأطول جدران تسلق داخلية في العالم- معتمدة من قبل موسوعة غينيس للأرقام القياسية [12] تم تصميمه بشكل حبة كريستال هائلة الحجم، وقد بلغت تكلفة إنشاؤه حوالي 367 مليون درهم ويقدم هذا المركز للمبتدئين، دروساً تحضيرية فردية[13]

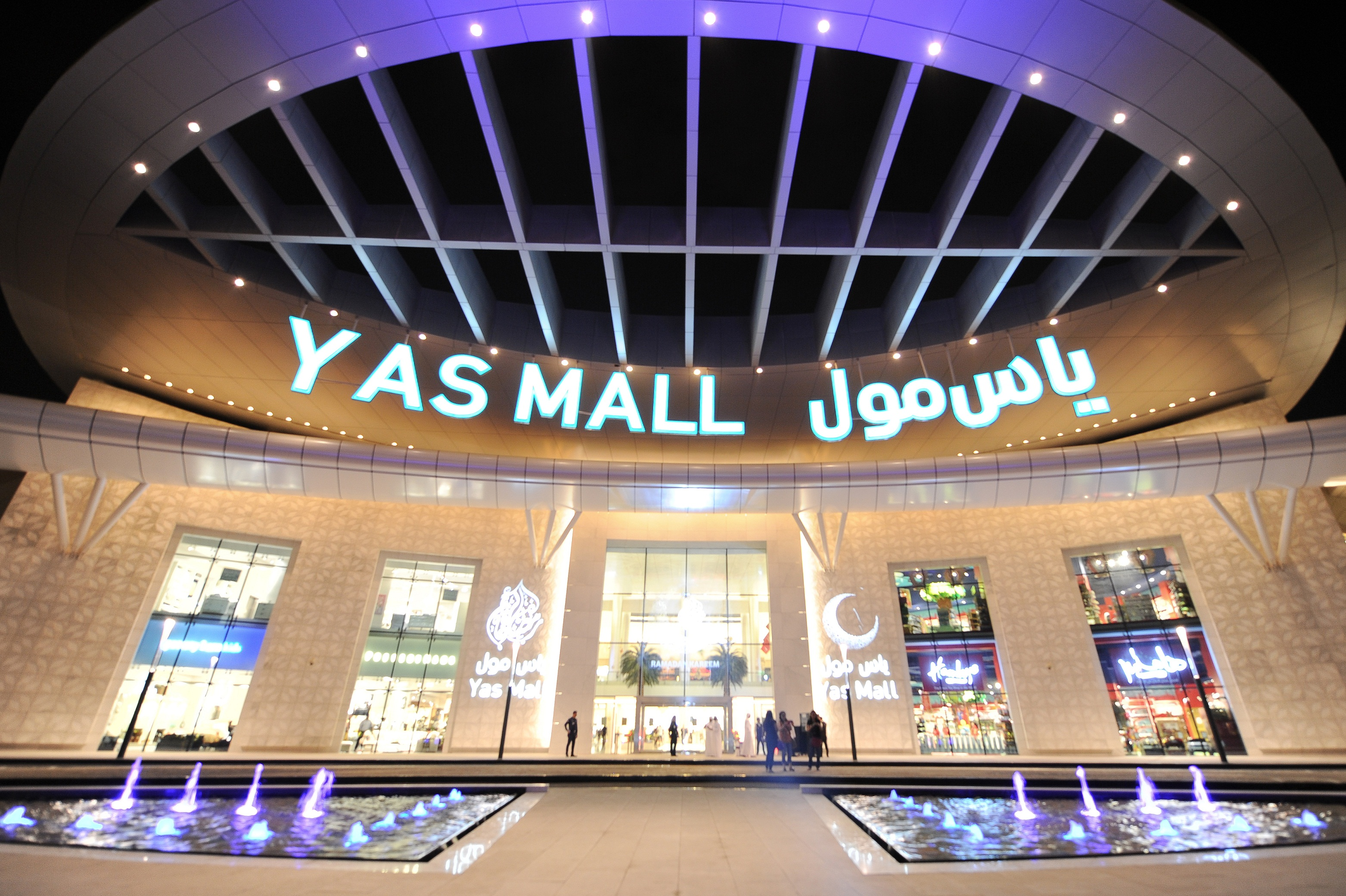
ياس مول

## مناطق سكنية
- ويست ياس مشروع إسكان حديث الطراز يضمن أكثر من 1000 فيلا ، يقع مجمع وست ياس في واحدة من المناطق الأكثر تميزاً  في جزيرة ياس ، يحتفي المجمع بموقع استثنائي مع إطلالة خلاّبة على الواجهة البحرية وسط حدائق القرم الطبيعية التي تحيط بجزيرة ياس، يضم عشرات المرافق الترفيهية العصرية وحدائق خاصة محمية مما يجعله من أكثر المناطق السكنية رقياً في أبوظبي والإمارات ،

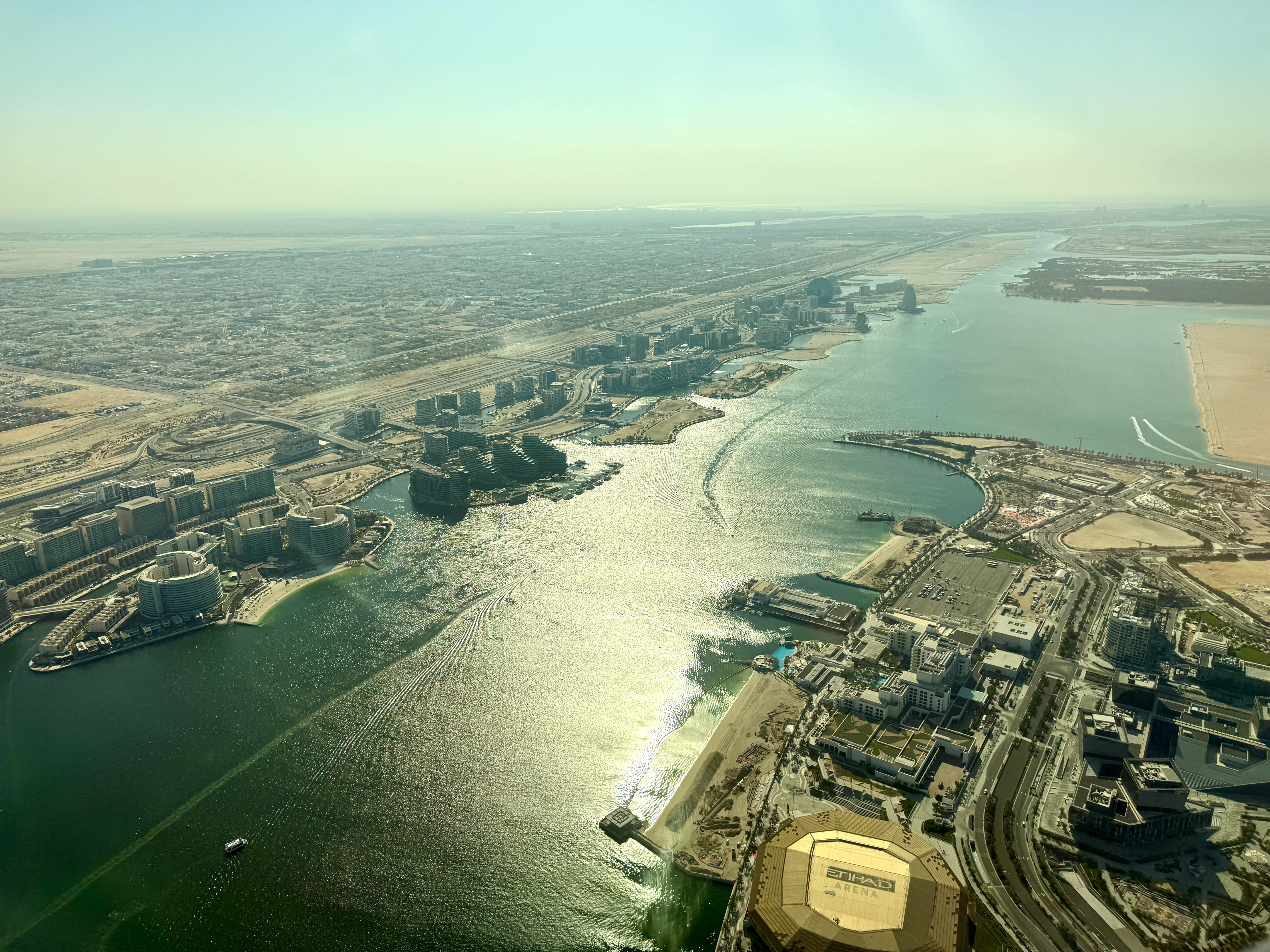
الواجهة البحرية -جزيرة ياس

- الواجهة البحرية -جزيرة ياسياس ايكرز يقع في الطرف الشمالي من جزيرة ياس، ويوفر لسكانه ملعب لرياضة الغولف ونادي ترفيهي وحدائق شاسعة ومدارس دولية وواجهة بحرية نابضة بالحياة، ويتمتع المجمع السكني بقربه المثالي من مدرستين دوليتين تلبيان المتطلبات التعليمية لكافة أفراد العائلة. ومن المخطط أن يضم المشروع مسارات لركوب الدراجات والجري ومجموعة من الحدائق المنسقة التي ستشكل وجهة مثالية للتنزه والشواء وممارسة رياضة اليوغا في الهواء الطلق، فضلاً عن باقة واسعة من المتاجر والمراكز المجمعية التي تضم تشكيلة مختارة من المطاعم والمقاهي والمتاجر. كما تنتشر المساجد في أماكن مثالية في أرجاء المشروع.
- مشرع انسام ، يقع مُجمَّع أنسام السكني في الجانب الغربي من جزيرة ياس والشمال الشرقي من مضمار ياس لينكس للغولف، ويضم عدداً كبيراً من الشقق العصرية والمرافق الفاخرة والمتاجر، تربط بينها ساحات عامة على شكل حدائق
- بعد اكتمال جميع مراحل تطوير جزيرة ياس وفقًا لرؤية شركة ميرال، من المتوقع أن تضم الجزيرة ما بين 13.000 غرفة فندقية موزعة على مجموعة من المنتجعات والفنادق الفاخرة والمتوسطة، بالإضافة إلى الشقق الفندقية والوحدات السكنية قصيرة المدى.

## الجوائز
- عام 2024صنفت جزيرة ياس للعام الثاني على التوالي، كأفضل وجهة ترفيهية في العالم من جوائز السفر العالمية، وحصدت لقب أفضل وجهة ترفيهية متكاملة من جوائز مجلس الشرق الأوسط وشمال إفريقيا للترفيه والجذب السياحي (مينالاك). وحصولها على جائزة «أفضل وجهة ترفيهية على مستوى الدولة» من جوائز السفر العالمية.[4]
- حظي كلايم جزيرة ياس، أبوظبي بتقدير خاص، حيث نال لقب «وجهة المغامرات السياحية الرائدة في الشرق الأوسط لعام 2024»، وجائزة «أفضل مَعْلَم سياحي للمغامرات» في جوائز العلامات التجارية العالمية لعام 2024.[4]
- حصدت جزيرة ياس خمس جوائز في جوائز إيفي للشرق الأوسط وشمال إفريقيا في فئات متنوّعة، أبرزها، الجائزة الذهبية في فئة التسويق والجائزة الفضية في فئة المحتوى الترفيهي والعلامة التجارية [4]
- حصلت جزيرة ياس على خمسة عشر تكريماً ضمن جوائز سمارتيز على المستويات الإقليمية والعالمية.[4]
- اختير كلٌّ من عالم فيراري جزيرة ياس أبوظبي، عالم وارنر براذرز جزيرة ياس أبوظبي، وسي وورلد جزيرة ياس أبوظبي ضمن قائمة أفضل 100 وجهة جذب عائلية عالمية لعام 2024[4]

## معرض الصور

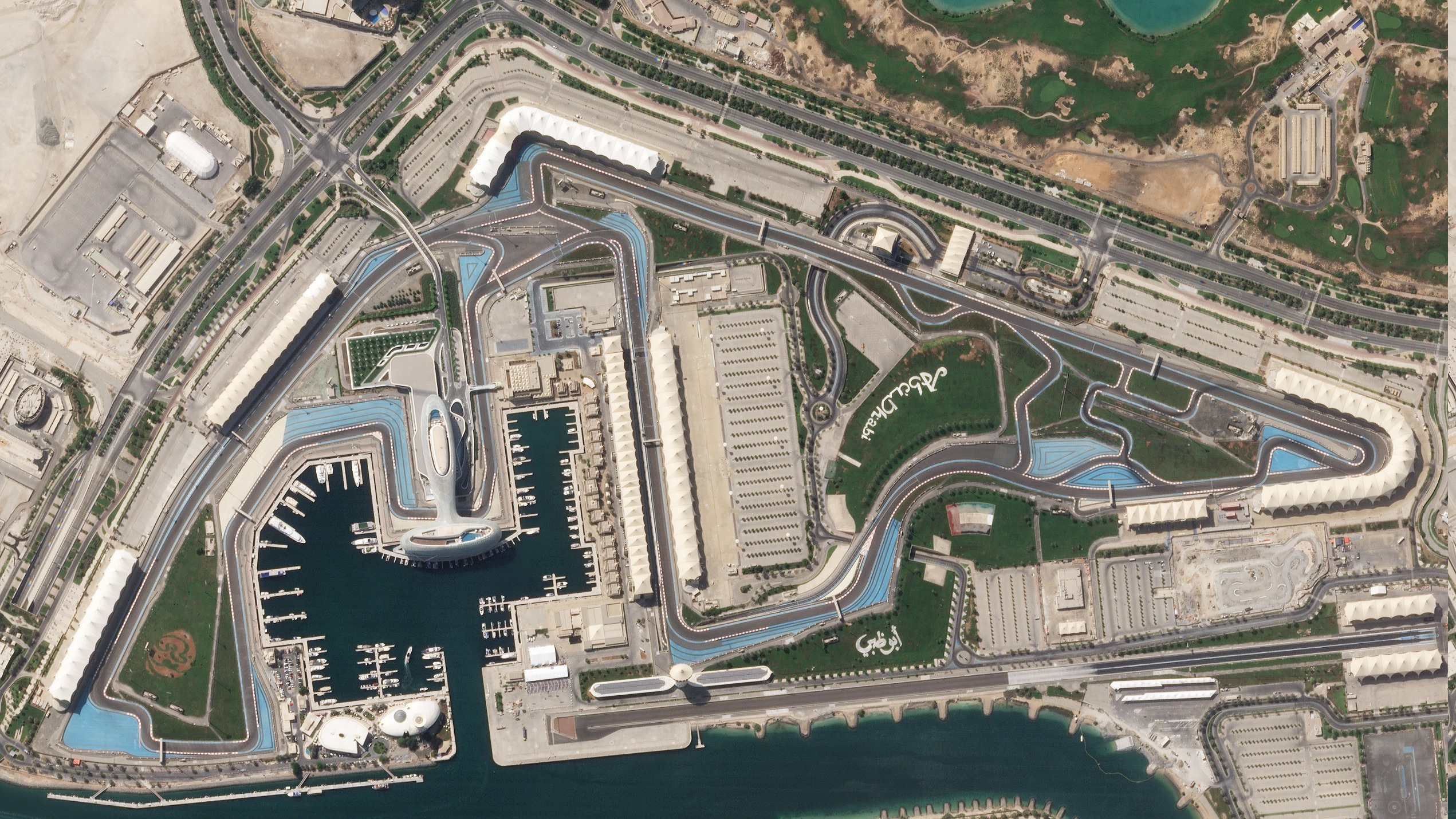
حلبة مرسى ياس

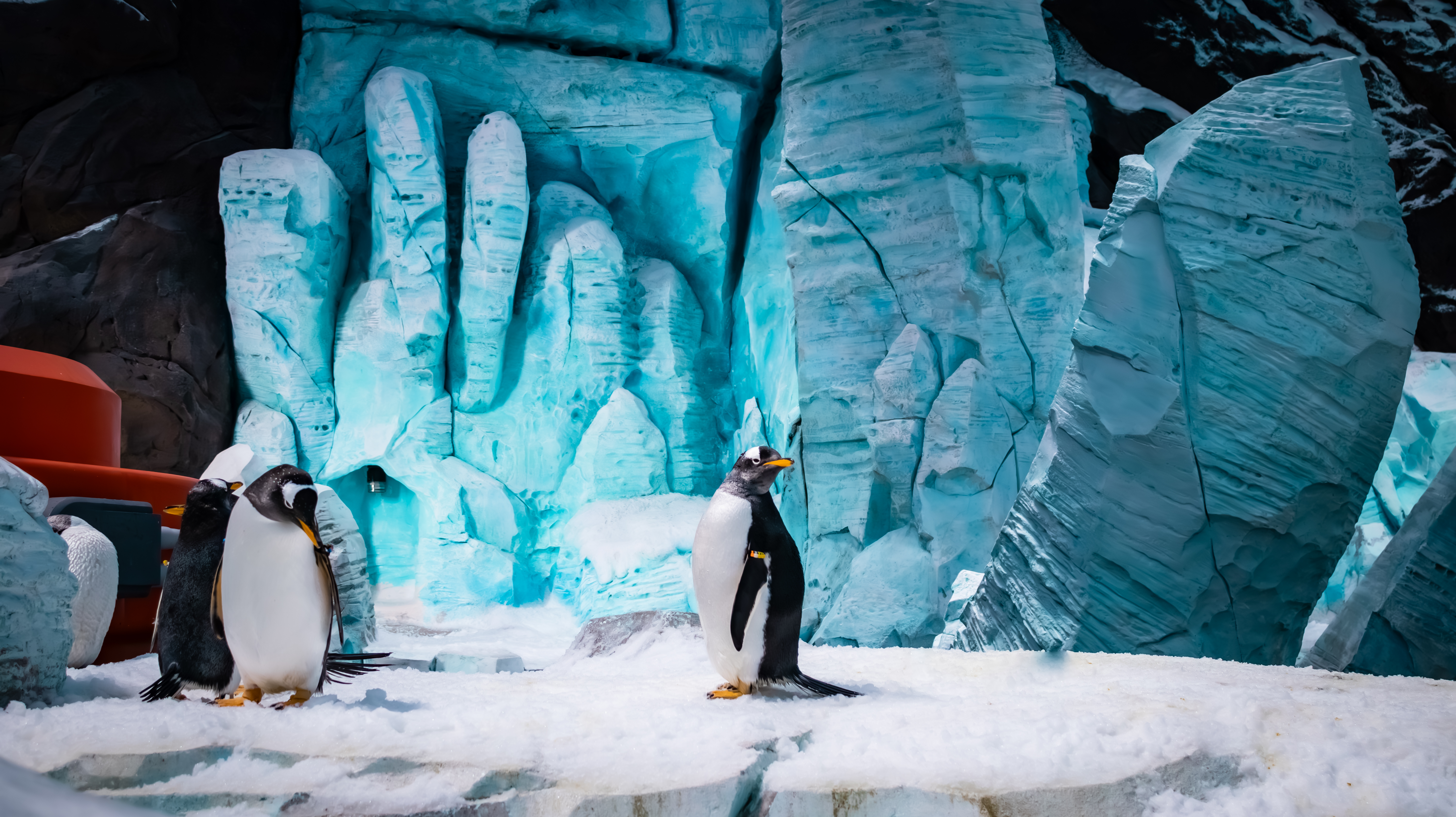
سي وورلد أبو ظبي

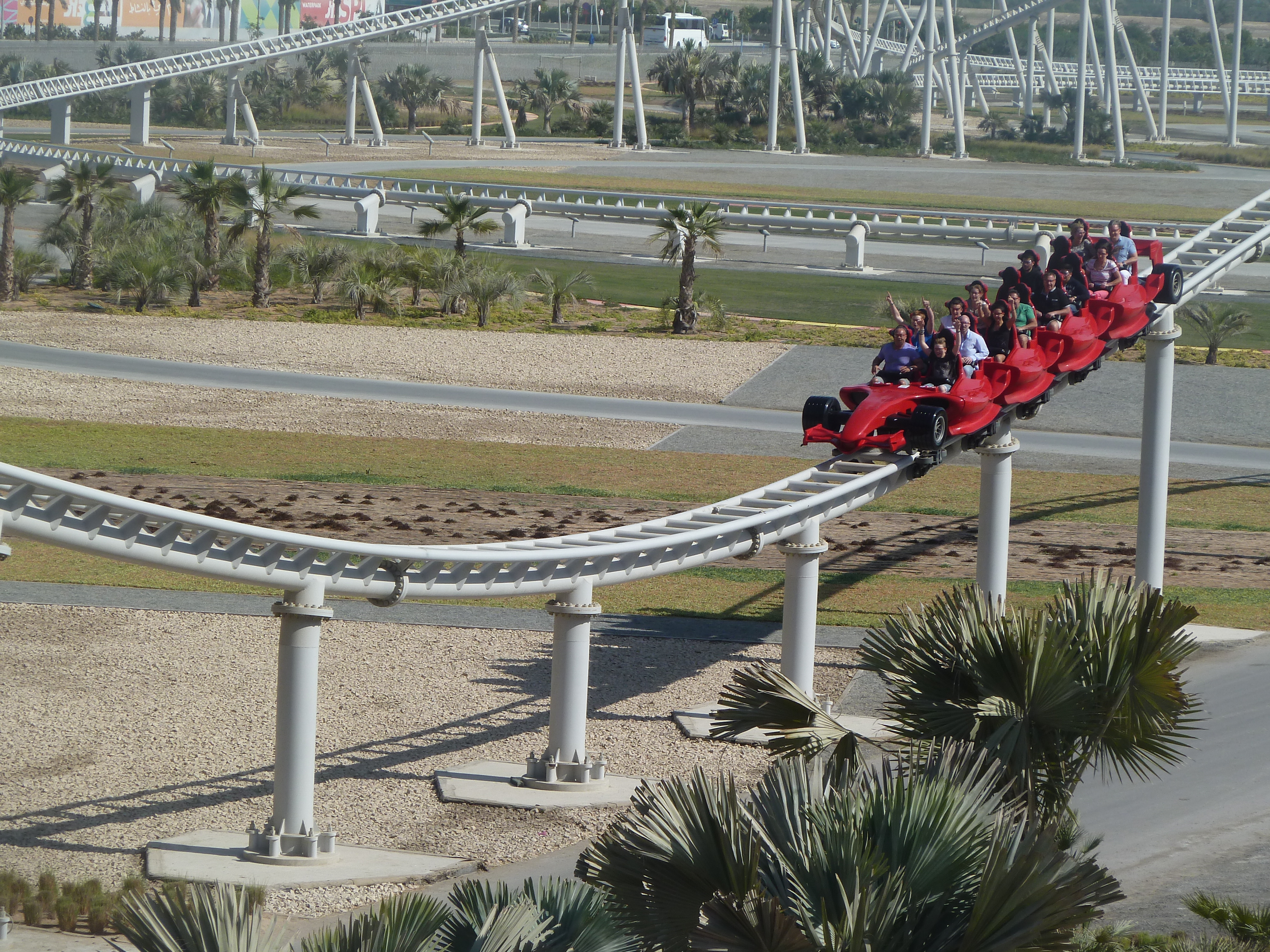
فورمولا روسا

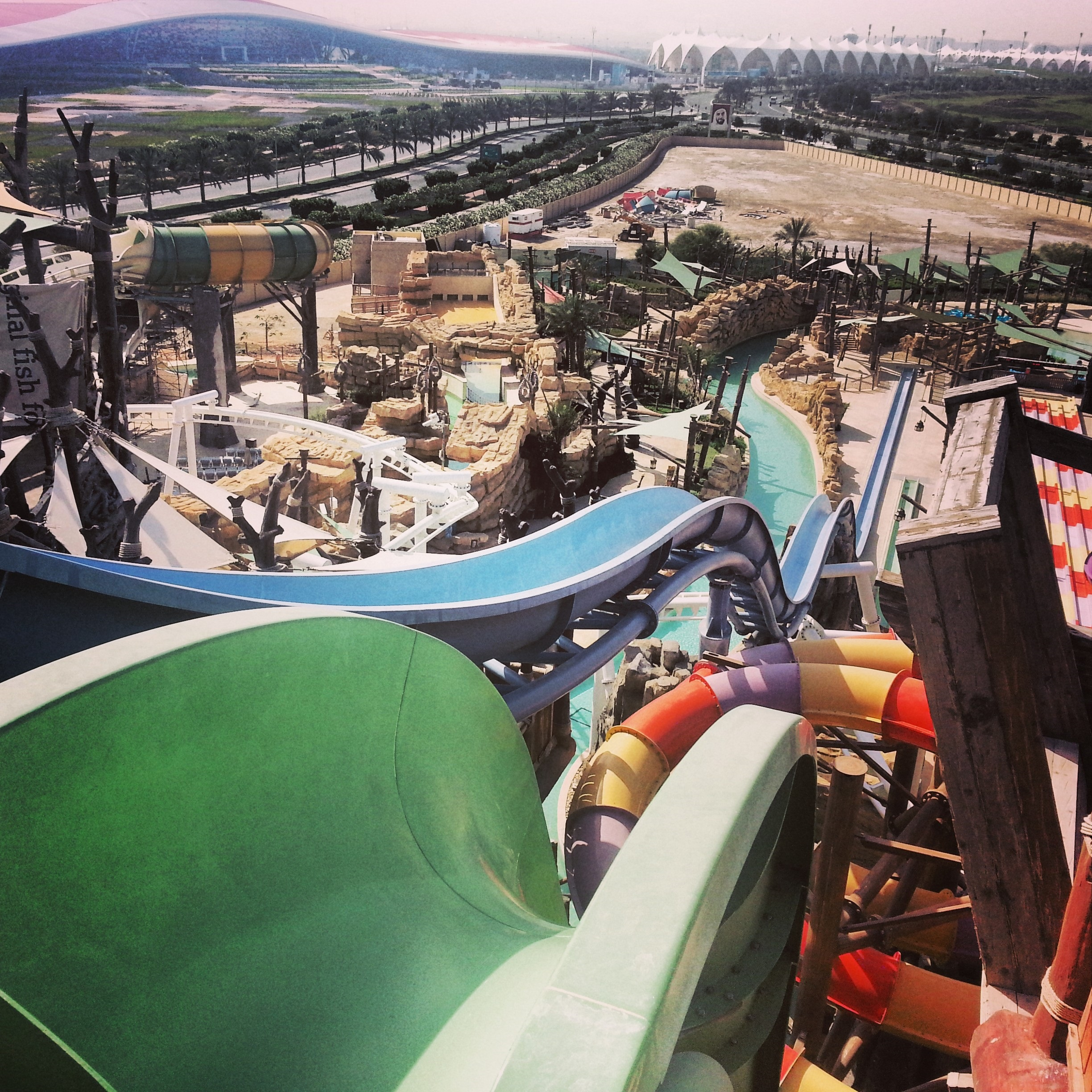
ياس وتر ورلد

## وصلات خارجية
- الموقع الرسمي